# Daily NK
Daily NK (tiếng Hàn Quốc: 데일리NK, đã Latinh hoá: Deilli NK) là một tờ báo điện tử có trụ sở tại Seoul, Hàn Quốc, tờ báo đưa tin về các khía cạnh khác nhau của xã hội Triều Tiên từ thông tin có được từ trong và ngoài Triều Tiên qua mạng lưới cung cấp thông tin. Triều Tiên xếp vị trí 177 trên 180 trong Chỉ số tự do báo chí Thế giới năm 2024, do tổ chức Phóng viên không biên giới tổng hợp.